# Jaroslav Kostelníček
Jaroslav Kostelníček (* 13. dubna 1963 Valtice) je český politik a pedagog a bývalý profesionální voják, který v letech 2014 až 2018 působil jako zastupitel za ANO 2011 v Lázních Bělohrad. V letech 2016 až 2020 rovněž působil jako zastupitel Královéhradeckého kraje.
Zúčastnil se dvou zahraničních vojenských misí. Je čestným občanem města Leavenworth v Kansasu v USA. Zároveň je ředitelem Nadačního fondu pro nemocné leukémií a do roku 2019 působil jako předseda správní rady Nadačního fondu rozvoje venkova.

## Život
Jaroslav Kostelníček se narodil 13. dubna 1963 ve Valticích u Břeclavi. Svoji kariéru začínal v Československé lidové armádě, kde od roku 1982 působil jako pedagog na škole mladších specialistů a důstojnické škole raketového vojska v Hranicích a od roku 1985 rovněž jako vysokoškolský externí učitel absolventů vojenské katedry. Další jeho pedagogické působení bylo ve funkci instruktora Comandos, kde vyučoval dovednosti jako je sebeobrana, přežití a boj zblízka.
V roce 1997 dokončil bakalářské studium na Vysoké vojenské škole pozemního vojska ve Vyškově, které roku 2002 doplnil o navazující magisterské studium v oboru řízení vojenských systémů na Vojenské akademii v Brně.

## Pedagogická praxe
Jaroslav Kostelníček se pedagogickému povolání věnoval již během svého působení v armádě. Později si doplnil své vzdělání na Pedagogické fakultě Univerzity Hradec Králové, kde v letech 2003 až 2006 vystudoval obor učitelství pro střední školy a v letech 2011 až 2013 rovněž i obor speciální pedagogika.
Po odchodu z armády působil v letech 2010 až 2014 jako ředitel speciální základní školy v Lázních Bělohrad a od roku 2014 jako zástupce ředitele gymnázia, střední odborné školy, středního odborného učiliště a vyšší odborné školy v Hořicích. Zde rovněž řídil Nadační fond rozvoje venkova.
Jaroslav Kostelníček se v minulosti angažoval také v mimoškolním vzdělávání, kdy do roku 2020 v rámci Sokola Lázně Bělohrad vedl tenisový oddíl pro děti předškolního a mladšího školního věku. V letech 2013 až 2022 rovněž působil jako starosta Sokola Lázně Bělohrad. V květnu 2018 založil nadační fond pro nemocné leukémií.
Po reorganizačních změnách ve školství odešel za prací do Náchoda. Zde na podzim 2018 kandidoval na post místostarosty a rovněž zde několik měsíců působil jako učitel na Základní škole T. G. Masaryka.
Od roku 2019 působí jako ředitel základní školy 17. listopadu v Jičíně. 

## Politické působení
Od roku 2014 je členem hnutí ANO 2011, kdy kandidoval na post zastupitele města Lázně Bělohrad. Zde zastával také pozici předsedy kontrolního výboru V letech 2016 až 2020 působil jako zastupitel Královéhradeckého kraje. Rovněž byl členem výboru pro výchovu, vzdělávání a zaměstnanost a bezpečnostního výboru. V krajských volbách v roce 2020 již nekandidoval.
Na podzim 2018 kandidoval na post místostarosty města Náchod. Přes úspěšné výsledky ve volbách však odmítl post zastupitele města Náchod a odešel na čas do ústraní. 
V roce 2022 kandidoval na post zastupitele města Jičín. 